# Pink OTC Markets
Pink OTC Markets Inc. là một trong những thị trường chứng khoán lớn nhất Hoa Kỳ và thế giới; dành cho các cổ phiếu chưa niêm yết chính thức.

## Điều kiện để được giao dịch trên Pink OTC Markets
- Tuân theo luật của sở thuế vụ Liên Bang và Tiểu Bang Hoa Kỳ.
- Phải có công ty đại diện giao dịch chứng khoán bảo trợ.
- Nộp hồ sơ tài chánh không kiểm toán.

Vài công ty điển hình: Rolls Royce, Nestle, Heineken.